# Good Trouble
Good Trouble é uma série de televisão americana que estreou no Freeform em 8 de janeiro de 2019. É uma série derivada de The Fosters.

## Sinopse
A série acompanha Callie e Mariana, enquanto embarcam na seguinte fase de suas vidas de jovens adultas. Callie continua envolvida no trabalho social, enquanto Mariana está imersa no mundo da tecnologia.
Enquanto Callie (Maia Mitchell) e Mariana (Cierra Ramirez) se aventuram em Los Angeles para começar sua vida adulta e realizar suas viagens separadas mas interconectadas para mudar o mundo.

### Elenco Principal
| Atores             | Personagem           | Temporadas      | Temporadas      | Temporadas      | Temporadas      |
| Atores             | Personagem           | 1               | 2               | 3               | 4               |
| ------------------ | -------------------- | --------------- | --------------- | --------------- | --------------- |
| Maia Mitchell      | Callie Adams-Foster  | Principal       | Principal       | Principal       | Principal       |
| Cierra Ramirez     | Mariana Adams-Foster | Principal       | Principal       | Principal       | Principal       |
| Tommy Martinez     | Gael Martinez        | Principal       | Principal       | Principal       | Principal       |
| Zuri Adele         | Malika Williams      | Principal       | Principal       | Principal       | Principal       |
| Sherry Cola        | Alice Kwan           | Principal       | Principal       | Principal       | Principal       |
| Roger Bart         | Juiz Curtis Wilson   | Principal       | Principal       | Participação    | Does not appear |
| Emma Hunton        | Davia Moss           | Recorrente      | Principal       | Principal       | Principal       |
| Josh Pence         | Denis Cooper         | Recorrente      | Principal       | Principal       | Principal       |
| Beau Mirchoff      | Jamie Hunter         | Recorrente      | Recorrente      | Principal       | Principal       |
| Bryan Craig        | Joaquin Peréz        | Does not appear | Does not appear | Does not appear | Principal       |
| Priscilla Quintana | Isabella Tavez       | Does not appear | Recorrente      | Recorrente      | Principal       |

Notas:
1. ↑  Maia é considerada regular nos episódios em que aparece na quarta temporada.
2. ↑  Beau é considerado regular até o segundo episódio da quarta temporada.

### Recorrente
- Ken Kirby como Benjamin[3][4][5]
- Molly McCook como Rebecca[6]
- Dhruv Uday Singh como Raj Patil
- Dustin Ingram como Alex Wood
- Max Cutler como Sam Higgins
- Michael Galante como Bryan
- Anastasia Leddick como Kelly
- Heather Mazur como Angela Miller
- Kara Wang como Sumi

### Convidados
- Teri Polo como Stef Adams Foster[7]
- Sherri Saum como Lena Adams Foster[7]
- Hayden Byerly como Jude Adams Foster[8]
- Noah Centineo como Jesus Adams Foster[9]
- David Lambert como Brandon Foster[10]
- Spencer List como Carter Hunter

## Resumo dos Episódios
| Temporada | Temporada | Episódios | Episódios              | Originalmente exibido   | Originalmente exibido |
| Temporada | Temporada | Episódios | Episódios              | Estreia da temporada    | Final da temporada    |
| --------- | --------- | --------- | ---------------------- | ----------------------- | --------------------- |
|           | 1         | 13        | 13                     | 8 de janeiro de 2019    | 2 de abril de 2019    |
|           | 2         | 18        | 8                      | 18 de junho de 2019     | 6 de agosto de 2019   |
| 2         | 2         | 18        | 16 de dezembro de 2019 | 16 de dezembro de 2019  |                       |
| 8         | 2         | 18        | 15 de janeiro de 2020  | 4 de março de 2020      |                       |
|           | 3         | 19        | 10                     | 17 de fevereiro de 2021 | 21 de abril de 2021   |
| 9         | 3         | 19        | 14 de julho de 2021    | 8 de setembro de 2021   |                       |
|           | 4         | ASA       | ASA                    | 9 de março de 2022      | ASA                   |

## Episódios

### 1.ª temporada (2018–2019)
| N.º na série | N.º na temp. | Título                        | Dirigido por        | Escrito por                                    | Exibição original                                               | Audiência (milhões) |
| ------------ | ------------ | ----------------------------- | ------------------- | ---------------------------------------------- | --------------------------------------------------------------- | ------------------- |
| 1            | 1            | "DTLA"                        | Jon M. Chu          | Joanna Johnson, Peter Paige & Bradley Bredeweg | 31 de dezembro de 2018 (online) 8 de janeiro de 2019 (Freeform) | 0,41                |
| 2            | 2            | "The Coterie"                 | Peter Paige         | Joanna Johnson                                 | 15 de janeiro de 2019                                           | 0,33                |
| 3            | 3            | "Allies"                      | Laura Nisbet Peters | Kris Q. Rehl                                   | 22 de janeiro de 2019                                           | 0,33                |
| 4            | 4            | "Playing The Game"            | Michael Medico      | Cristian Martinez                              | 29 de janeiro de 2019                                           | 0,31                |
| 5            | 5            | "Parental Guidance Suggested" | Bradley Bredeweg    | Joanna Johnson                                 | 5 de fevereiro de 2019                                          | 0,36                |
| 6            | 6            | "Imposter"                    | Geoff Haley         | Megan Lynn & Wade Solomon                      | 12 de fevereiro de 2019                                         | 0,35                |
| 7            | 7            | "Swipe Right"                 | Troian Bellisario   | Ally Musika                                    | 19 de fevereiro de 2019                                         | 0,33                |
| 8            | 8            | "Byte Club"                   | Peter Paige         | Nicole Paulhus                                 | 26 de fevereiro de 2019                                         | 0,39                |
| 9            | 9            | "Willful Blindness"           | Kelli Williams      | Lauren Moon                                    | 5 de março de 2019                                              | 0,41                |
| 10           | 10           | "Re-Birthday"                 | Aprill Winney       | Claudia Forestieri & Dan Richter               | 12 de março de 2019                                             | 0,31                |
| 11           | 11           | "Less Than"                   | Bradley Bredeweg    | Kimberly Ndombe                                | 19 de março de 2019                                             | 0,33                |
| 12           | 12           | "Broken Arted"                | Peter Paige         | Megan Lynn & Wade Solomon                      | 26 de março de 2019                                             | 0,34                |
| 13           | 13           | "Vitamin C"                   | Joanna Johnson      | Joanna Johnson                                 | 2 de abril de 2019                                              | 0,36                |

### 2.ª temporada (2019–2020)
| N.º na série | N.º na temp. | Título                     | Dirigido por | Escrito por    | Exibição original       | Audiência (milhões) |
| ------------ | ------------ | -------------------------- | ------------ | -------------- | ----------------------- | ------------------- |
| 14           | 1            | "Percussions"              | Peter Paige  | Joanna Johnson | 18 de junho de 2019     | 0,31                |
| 15           | 2            | "Torn"                     | ASA          | ASA            | 25 de junho de 2019     | ASD                 |
| 16           | 3            | "Doble Quince"             | ASA          | ASA            | 2 de julho de 2019      | ASD                 |
| 17           | 4            | "Unfiltered"               | ASA          | ASA            | 9 de julho de 2019      | ASD                 |
| 18           | 5            | "Happy Heckling"           | ASA          | ASA            | 16 de julho de 2019     | ASD                 |
| 19           | 6            | "Twenty-Fine"              | ASA          | ASA            | 23 de julho de 2019     | ASD                 |
| 20           | 7            | "In The Middle"            | ASA          | ASA            | 30 de julho de 2019     | ASD                 |
| 21           | 8            | "Disruptions"              | ASA          | ASA            | 6 de agosto de 2019     | ASD                 |
| 22           | 9            | "Nochebuena"               | ASA          | ASA            | 17 de dezembro de 2019  | ASD                 |
| 23           | 10           | "A Very Coterie Christmas" | ASA          | ASA            | 17 de dezembro de 2019  | ASD                 |
| 24           | 11           | "Clapback"                 | ASA          | ASA            | 16 de janeiro de 2020   | ASD                 |
| 25           | 12           | "Gumboot Becky"            | ASA          | ASA            | 23 de janeiro de 2020   | ASD                 |
| 26           | 13           | "Daylight"                 | ASA          | ASA            | 30 de janeiro de 2020   | ASD                 |
| 27           | 14           | "In Good Conscience"       | ASA          | ASA            | 6 de fevereiro de 2020  | ASD                 |
| 28           | 15           | "Palentine's Day"          | ASA          | ASA            | 13 de fevereiro de 2020 | ASD                 |
| 29           | 16           | "Fragility"                | ASA          | ASA            | 20 de fevereiro de 2020 | ASD                 |
| 30           | 17           | "Truths and Dares"         | ASA          | ASA            | 27 de fevereiro de 2020 | ASD                 |
| 31           | 18           | "Trap Heals"               | ASA          | ASA            | 5 de março de 2020      | ASD                 |

## Produção
Em 3 de janeiro de 2018, foi anunciado que uma série derivada de  The Fosters havia sido aprovada. Bradley Bredeweg e Peter Paige, criadores de The Fosters e seguem no comando nesta série, são produtores executivos Joanna Johnson; Greg Gugliotta, Elaine Goldsmith-Thomas e Benny Medina, também foi anunciado que 13 episódios foram encomendados para a primeira temporada. Em 23 de maio de 2018, foi anunciado que a série derivada seria intitulada Good Trouble e que Jon M. Chu fica a cargo da direção do piloto.

### Seleção de elenco
Em 3 de janeiro de 2018, foi anunciado que os veteranos de The Fosters, Maia Mitchell e Cierra Ramirez estrelariam o projeto.

### Filmagem
A produção principal da primeira temporada teve início em 11 de junho de 2018.